# Наурат (Вальд)
Наурат (Вальд) (нім. Naurath (Wald)) — громада в Німеччині, розташована в землі Рейнланд-Пфальц. Входить до складу району Трір-Саарбург. Складова частина об'єднання громад Гермескайль.
Площа — 5,58 км2. Населення становить 220 ос. (станом на 31 грудня 2020).

## Галерея

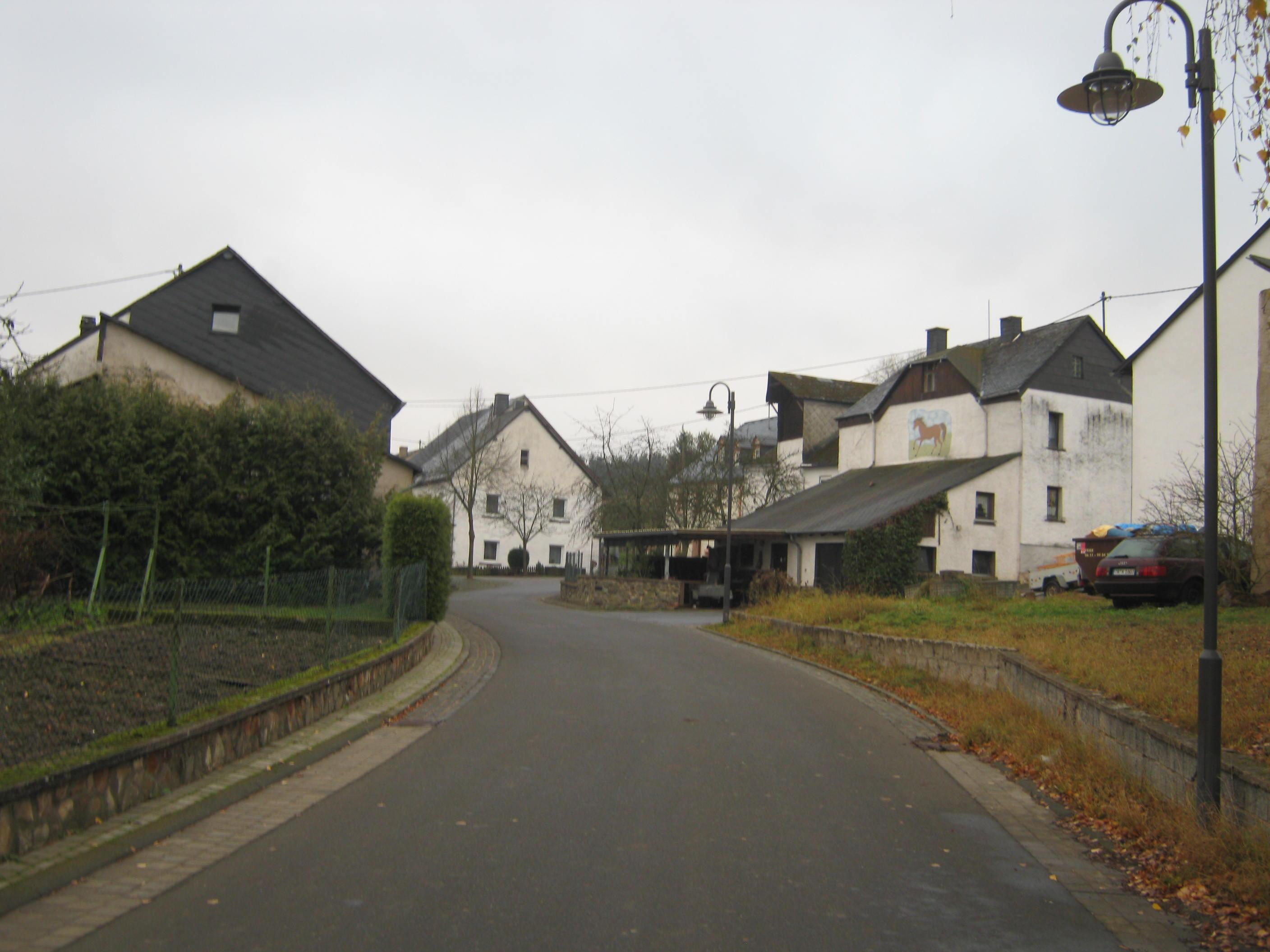